# Anguilcourt-le-Sart
Anguilcourt-le-Sart é uma comuna francesa na região administrativa de Altos da França, no departamento Aisne. Estende-se por uma área de 9,14 km². Em 2010 a comuna tinha 322 habitantes (densidade: 35,2 hab./km²).